# Andrei Suraikin
Andrei Alexandrovich Suraikin (en russe : Андрей Александрович Сурайкин) est un patineur artistique russe ayant patiné dans les années 1970 sous les couleurs de l'Union soviétique. Il est né le 20 octobre 1948 à Leningrad et mort en 1996.

## Biographie

### Carrière sportive
Andrei Suraikin débute en patinage artistique en 1957 et devient un membre de l'équipe nationale en 1968. Avec sa partenaire Lioudmila Smirnova et entrainé par Maya Belenkaya, il est vice-champion olympique aux Jeux olympiques de 1972, triple vice-champion du monde et triple vice-champion d'Europe de 1970 à 1972. Smirnova se sépare ensuite de Suraikin à l'issue des Jeux de 1972, rejoignant Alexeï Oulanov, de qui elle est tombée amoureuse. Suraikin met alors un terme à sa carrière.
Suraikin est récipiendaire de la médaille du Héros du travail socialiste en 1972.

## Palmarès
Avec deux partenaires:
- Lioudmila Smirnova (6 saisons : 1966-1972)
- Natalia Ovchinnikova (2 saisons : 1972-1974)

| Compétitions principales        | 1967    | 1968    | 1969    | 1970    | 1971    | 1972    |  | 1973    | 1974    |  |  |  |  |  |
| Jeux olympiques d'hiver         |         |         |         |         |         | 2e      |  |         |         |  |  |  |  |  |
| Championnats du monde           |         |         |         | 2e      | 2e      | 2e      |  |         |         |  |  |  |  |  |
| Championnats d’Europe           |         |         |         | 2e      | 2e      | 2e\|    |  |         |         |  |  |  |  |  |
| Championnats d'Union soviétique |         |         | 4e      | 2e      | 2e      |         |  |         |         |  |  |  |  |  |
|                                 |         |         |         |         |         |         |  |         |         |  |  |  |  |  |
| Autre Compétition               | 1966/67 | 1967/68 | 1968/69 | 1969/70 | 1970/71 | 1971/72 |  | 1972/73 | 1973/74 |  |  |  |  |  |
| Moscou Skate                    | 3e      |         |         | 2e      | 1er     | 2e      |  |         | 4e      |  |  |  |  |  |
|                                 |         |         |         |         |         |         |  |         |         |  |  |  |  |  |